# Curiumnitrid
Curiumnitrid ist eine anorganische chemische Verbindung des Curiums aus der Gruppe der Nitride. Es handelt sich hierbei um einen ferromagnetischen Feststoff mit einer Kristallstruktur analog zu Natriumchlorid.
Es wird mithilfe einer carbothermischen Nitridation aus dem Oxid des Curiums hergestellt.